# Francesc Payarols i Casas
Francesc Payarols i Casas (Girona, 23 de setembre de 1896 – Barcelona, 10 de febrer de 1998) va ser un docent i traductor català.
D’extracció humil, la seva família es va instal·lar a Barcelona el 1909, on va estudiar la carrera de magisteri. Tot i guanyar-se la vida com a comptable, la seva passió per les llengües el va portar a aprendre francès, alemany, anglès i rus, sovint de forma autodidacta. En el cas del rus, les primeres nocions les va obtenir de Sònia Davidoff, filla d'uns pelleters establerts a Barcelona, amb qui es va casar civilment.

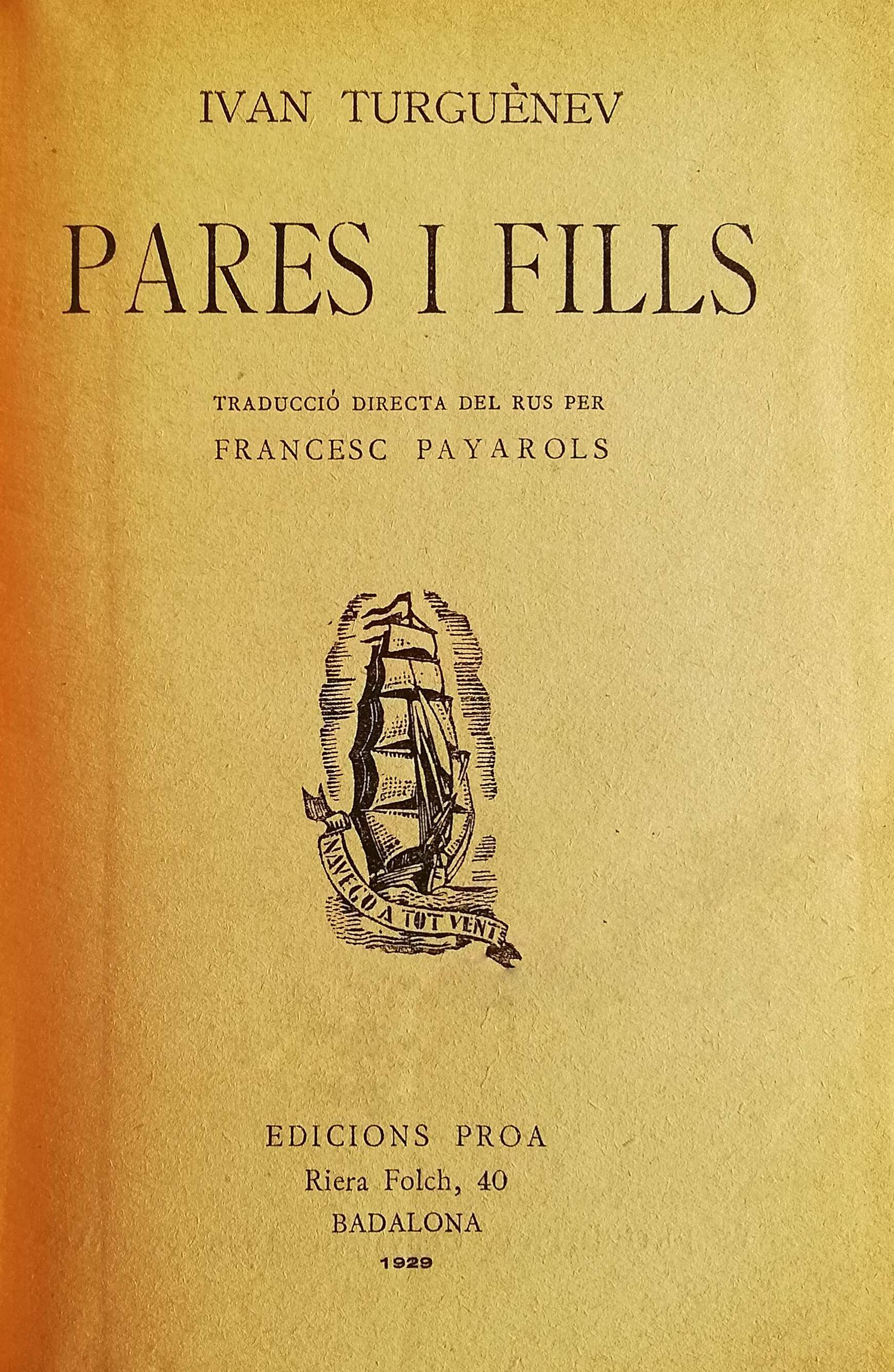
Portada interior de 'Pares i fills', d'Ivan Turguénev, Traducció de Francesc Payarols. Badalona: Proa, 1929

La seva etapa com a traductor va començar a l'editorial Proa, que en aquell moment iniciava una col·lecció de grans obres de la literatura universal sota la direcció de l'escriptor Joan Puig i Ferreter. Gràcies al seu coneixement del rus, Francesc Payarols va poder traduir-lo directament al català. La seva primera traducció va ser Pares i fills d'Ivan Turguénev. Després va traduir autors com Dostoievski, Tolstoi i Txèkhov. A la mateixa editorial, va coincidir com a traductor amb el polític Andreu Nin, i va conèixer també escriptors com Carles Riba, Miquel Llor, Prudenci Bertrana i Pompeu Fabra.
El 1935, quan Puig i Ferreter va deixar Proa per dedicar-se a l'activitat política, Payarols va fundar l'editorial Atena juntament amb Marcel·lí Antich, antic company de magisteri, i Josep Cruells. Tot i el seu bon inici, l'editorial va tenir una vida curta. Només va publicar quatre llibres, tots el 1935: tres traduccions de ficció, una de les quals, Hell al llac de les dames, de Vicki Baum, va ser realitzada pel mateix Payarols, i La revolta proletària d'Astúries, de Narcís Molins i Fàbregas. Aquesta última obra va ser impulsada per Nin, qui volia que l'editorial servís de plataforma política. L'èxit de vendes d'aquest últim títol va precipitar la ruptura, ja que Payarols, en contra de l'opinió d'Antich, no volia renunciar a una línia de temes culturals i literaris.
Després de la desaparició de l'editorial Atena, i encara abans de la Guerra Civil espanyola, Payarols va treballar a les editorials Apolo i Labor. La seva col·laboració amb l'editorial Labor es va perllongar durant molts anys, amb l'excepció dels immediatament posteriors a la Guerra Civil, quan fou acusat de ser "roig" i acomiadat. Va realitzar nombroses traduccions al castellà, sobretot de l'alemany, però també del francès i de l'anglès. Va traduir obres literàries dels germans Grimm, Stefan Zweig i Thomas Mann, així com diccionaris, biografies i material pedagògic, la majoria per a l'editorial Labor.
Acabada la Guerra Civil, Payarols va reprendre l'activitat docent a l'institut de la Seu d'Urgell. Durant els primers anys va impartir classes de matèries diverses, entre les quals l'alemany. Després de la Segona Guerra Mundial, es va dedicar exclusivament a la docència de l'anglès i, posteriorment, va esdevenir secretari del centre, deixant un bon record entre els alumnes. Vint anys després, va guanyar les oposicions de professor d'anglès, però els seus antecedents polítics li van impedir traslladar-se a Barcelona i va obtenir plaça de professor d'anglès a l'Institut de Lleida, on va fer grans amistats i es va jubilar com a docent als 70 anys. Des d'aquell moment, va tornar a viure a Barcelona, on va morir el 10 de febrer de 1998, als 101 anys.

## Traduccions (al català)
- Dostoievski, Fiódor. L’etern marit. Badalona: Proa, 1929.
- Turguénev, Ivan. Pares i fills. Badalona: Proa, 1929.
- Tolstoi, Lleó. La mort d’Ivan Ilitx. Badalona: Proa, 1930.
- Txékhov, Anton Paulovich. Els mugics. Badalona: Proa, 1931.
- Saltikov, M. E. (Xedrin). . Els senyors de Golovliovi. Badalona: Proa, 1931.
- Tolstoi, Lleó. Els cosacs. Badalona: Proa, 1933.
- Tolstoi, Lleó. Hadji-Murat. Badalona: Proa, 1934.
- Baum, Vicki. Hell al llac de les dames. Barcelona: Atena, 1935.
- Kuprin, Alexandre. Iama (El femer). Badalona: Proa, 1935.